# Leïb Rochman
Pour les articles homonymes, voir Rochman.
Leïb Rochman ou Leyb Rokhman, en yiddish לייב ראָכמאַן, hébreu לייב רוכמן, est un journaliste et écrivain yiddish ayant survécu à la Shoah, né le 2 janvier 1918 à Mińsk Mazowiecki (Pologne) et mort en Israël le 14 septembre 1978.

## Biographie
Il est né à Mińsk Mazowiecki en Pologne dans un milieu hassidique. Tôt orphelin de père, il poursuit des études talmudiques à la cour du rabbi de Parisov puis dans une yechiva à Varsovie.
En 1936, il s’éloigne du milieu hassidique et se consacre au journalisme pour l’hebdomadaire yiddish Varshever radio.
Le 25 octobre 1940, il se trouve enfermé avec sa famille dans le ghetto de la ville établi par les Allemands pour les 5 242 Juifs de Minsk Mazowiecki.
Après la liquidation du ghetto par les SS le 21 août 1942, il est transféré dans un camp de travail d’où il s’évade avec sa femme. Ils se cachent jusqu’à la fin de la guerre chez une paysanne. Son journal Un in dayn blut zolstu lebn (Et dans ton sang tu vivras), décrit cette période pendant laquelle, en compagnie de trois autres fugitifs juifs, ils n’ont d’autre choix que de rester emmurés, debout et immobiles, durant toute la journée.
Après la libération de la Pologne, il se rend au camp de Majdanek afin de voir par lui-même les chambres à gaz et les fours crématoires.
Il s’installe alors à Lodz où il reprend son activité de journaliste et travaille pour le journal Naye Lebn (La Vie nouvelle).
Victime du Pogrom de Kielce en juillet 1946, il se rend en Suisse pour se faire soigner.
En 1949, il publie en yiddish son journal tenu en 1943-1944 sous le titre de Un in dayn blut zolstu lebn (Et dans ton sang tu vivras) traduit en anglais en 1983 sous le titre de The pit and the trap.
Après avoir voyagé à travers l'Europe, il s’installe à Jérusalem en 1950, où il travaille notamment pour l’hebdomadaire Forverts. Il reçoit le prix Israël en 1975.
Leïb Rochman meurt le 14 septembre 1978 en Israël à l’âge de 60 ans.

### En yiddish
- Un in dayn blut zolstu lebn (Et dans ton sang tu vivras). Journal des années de guerre, 1961. Parution sous le titre Journal 1943-1944 aux éditions Calmann-Lévy / Mémorial de la Shoah, en janvier 2017.
- Mit Blindè trit iber der erd (A pas aveugles de par le monde). Roman, 1968. Traduit du yiddish pour la première fois dans une autre langue, le français, et publié avec une préface (Frère d'âme, 1979) d'Aharon Appelfeld par les éditions Denoël en 2012. Il parait en poche en novembre 2013 chez Gallimard (Folio 5276).
- Der Mabl (Le Déluge). Recueil de nouvelles, 1978. Traduction française par Rachel Ertel et parution en février 2017 chez Buchet-Chastel.

### En hébreu
- Be-damayikh ḥayi, Hotsa'at sefarim Yesodot, 1961.
- Darkhe Eropah avelot, Shiḳmonah, 1976.